# Obsolescens

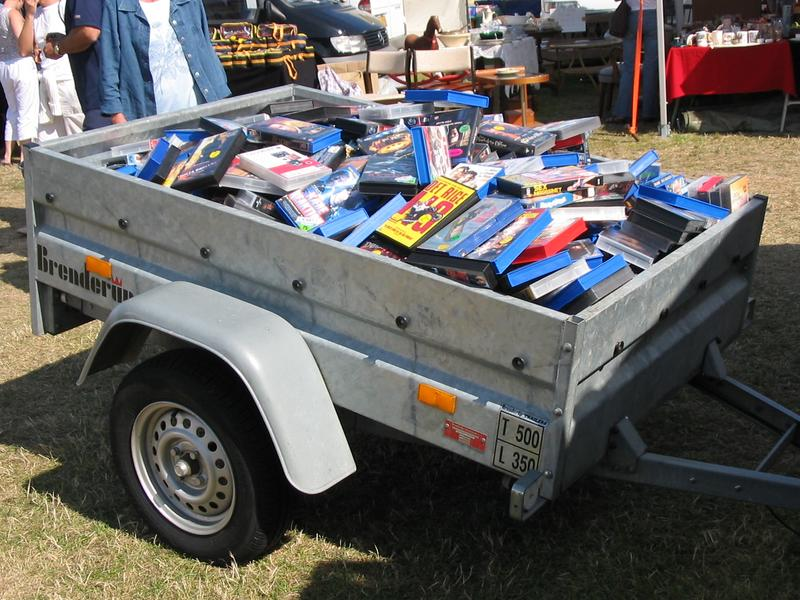
VHS-kassetter reas bort på loppis till förmån för DVD-skivor, ett exempel på teknisk obsolescens.

Obsolescens avser läget som råder när ett ting, objekt, begrepp, produkt eller tjänst med mera blir föråldrat och ej längre önskvärt, även om det fortfarande kan fungera. Obsolescens något som händer ofta på grund av ett utbyte som finns, och att detta är överlägset det som fanns tidigare i ett eller flera avseenden.
En tjänst kan bli obsolet på grund av ny teknik. Ett exempel är tryckeribranschen där ny teknik sedan 1980-talet inneburit att flera tjänster och till och med yrken blev obsoleta.

## Exempel på när produkter blir obsoleta
- När en ny, mer funktionell produkt eller teknologi, ersätter en gammal (exempel: telegraf till telefon)
- När produkten blir värdelös på grund av ändringar i andra produkter.
- När reservdelar blir så dyra att det blir mer attraktivt att köpa en ny vara.
- När material med låg kvalitet förkortar en produkts livstid.
- När komponentdelar inte längre finns tillgängliga för att tillverka en produkt.

## Begreppetobsoletinom juridiken
Inom juridiken sägs en lag (stadgande) vara obsolet om den inte längre tillämpas av domstolarna, trots att den inte är formellt upphävd. En regel kan vara obsolet om den trots att den aldrig formellt har upphävts, inte längre anses vara giltig på grund av att den är förlegad, exempelvis för att den reglerar företeelser som inte längre förekommer i samhället. Ett svenskt och finländskt exempel är byggningabalken från 1734 inklusive det kända tolfte kapitlet "Huru svin må i ollonskog släppas".